# Trainer-Gletscher
Der Trainer-Gletscher ist ein Gletscher in den Victory Mountains im ostantarktischen Viktorialand. Er fließt 11 km westlich des Rudolph-Gletschers nach Nordosten und mündet in den Trafalgar-Gletscher.
Der United States Geological Survey kartierte ihn anhand geodätischer Vermessungen und mithilfe von Luftaufnahmen der United States Navy zwischen 1960 und 1962. Das Advisory Committee on Antarctic Names benannte ihn 1964 nach Charles Trainer, Meteorologe und leitender US-Repräsentant auf der Hallett-Station im Jahr 1960.